# Canton du Bugue
Le canton du Bugue est une ancienne division administrative française située dans le département de la Dordogne, en région Aquitaine.

## Historique
- Le canton du Bugne, puis canton du Bugue, est l'un des cantons de la Dordogne créés en 1790, en même temps que les autres cantons français. Il a d'abord été rattaché au district de Montignac avant de faire partie en 1801 de l'arrondissement de Sarlat[C 1] (renommé en arrondissement de Sarlat-la-Canéda en 1965). En 1801, deux autres communes lui sont rattachées[1].

- De 1833 à 1845, les cantons de Saint-Cyprien et du Bugue avaient le même conseiller général. Le nombre de conseillers généraux était limité à 30 par département[2].

### Redécoupage cantonal de 2014-2015
Par décret du 21 février 2014, le nombre de cantons du département est divisé par deux, avec mise en application aux élections départementales de mars 2015. Le canton du Bugue est supprimé à cette occasion. Ses dix communes sont alors rattachées au canton de la Vallée de l'Homme (bureau centralisateur : Montignac).

## Géographie
Ce canton était organisé autour du Bugue dans l'arrondissement de Sarlat-la-Canéda. Son altitude variait de 48 m (Le Bugue) à 281 m (Fleurac) pour une altitude moyenne de 144 m.

## Représentation

### Conseillers généraux de 1833 à 2015
Avant 1833, les conseillers généraux étaient désignés, et ne représentaient pas un canton déterminé.
| Période | Période          | Identité                                                                           | Étiquette    | Qualité |
| ------- | ---------------- | ---------------------------------------------------------------------------------- | ------------ | --- |
| 1833    | 1842             | Alphonse Limoges                                                                   |              | Maire du Bugue |
| 1842    | 1845             | Louis de Carbonnier de Marzac                                                      | Centre droit | Avocat à Bordeaux Propriétaire à Marquay Député (1871-1875) |
| 1845    | 1848             | Louis Darcis-Delcier                                                               |              | Juge de paix du canton du Bugue Ancien sous-préfet de Vervins (Aisne) Ancien sous-préfet de Villeneuve-sur-Lot (Lot-et-Garonne) Ancien Secrétaire général du Pas-de-Calais |
| 1848    | 1865             | Camille Limoges                                                                    |              | Conseiller à la cour d'appel de Bordeaux |
| 1865    | 1868 (décès)     | Lucien Ambroise Théodore Villemonte de la Clergerie                                |              | Avocat, avoué, maire de Fleurac |
| 1869    | 1886             | Clodomir Archambeaud                                                               | Droite       | Avocat - Maire du Bugue |
| 1886    | 1894 (démission) | Timothée Marc Villemonte de la Clergerie (fils de A.Th.Villemonte de la Clergerie) | Républicain  | Maire de Fleurac Avocat - Député (1889-1893) Nommé conseiller à la Cour d'Appel d'Alger en 1894                                                                            |
| 1894    | 1907 (décès)     | Henri Chaussade                                                                    | Républicain  | Vétérinaire - Maire du Bugue |
| 1907    | 1914 (décès)     | Arthur Delfour                                                                     |              | Négociant industriel Maire du Bugue |
| 1914    | 1940             | Louis Chaussade                                                                    | Rad.         | Premier Président de la cour d'appel d'Agen Maire du Bugue (1925-1929), conseiller d'arrondissement                                                                        |
|         |                  |                                                                                    |              | |
| 1945    | 1961             | Michel Diéras                                                                      | DVD-RGR      | Exploitant agricole Maire de Mauzens-et-Miremont Député (1958-1962) |
| 1961    | 1979 (décès)     | Léopold Salme                                                                      | SFIO puis PS | Ingénieur des Ponts et Chaussées Maire du Bugue (1959-1979) |
| 1979    | 1998             | Gérard Fayolle                                                                     | RPR          | Editeur Conseiller régional Sénateur (1997-1998) Maire du Bugue (1983-2008) Président du Conseil général (1992-1994)                                                       |
| 1998    | 2004             | Jean-Pierre Gouaud                                                                 | DVD          | Retraité de l'enseignement Conseiller municipal du Bugue |
| 2004    | 2015             | Gérard Labrousse                                                                   | PS           | Retraité de l'Éducation nationale Maire du Bugue (2008-2014) |

### Conseillers d'arrondissement (de 1833 à 1940)
| Période                                  | Période | Identité                           | Étiquette   | Qualité |
| ---------------------------------------- | ------- | ---------------------------------- | ----------- | --- |
| Les données manquantes sont à compléter. |         |                                    |             | |
| 1833                                     | 1839    | M. Archambaud                      |             | Propriétaire au Bugue                                                                                       |
| 1839                                     | 1848    | Ambroise de Laclergerie            |             | Maire de Fleurac                                                                                            |
|                                          |         |                                    |             | |
| 1855                                     | 1871    | Guillaume Albucher-Fumel           |             | Notaire au Bugue                                                                                            |
| 1871                                     | 1877    | Jean-Julien Janaud ainé            |             | Maire du Bugue                                                                                              |
| 1877                                     | 1883    | M. Gonthier                        |             | |
| 1883                                     | 1889    | M. Labrousse                       | Républicain | |
| 1889                                     | 1907    | Jean-Baptiste Eugène de Saint-Ours | Droite      | Maire de Saint-Cirq                                                                                         |
| 1907                                     | 1914    | Louis Chaussade                    | Républicain | Magistrat, propriétaire au Bugue                                                                            |
| 1914                                     | 1925    | Léo Lassagne                       |             | Propriétaire au Bugue                                                                                       |
| 1925                                     | 1940    | Paulin Glène                       | Radical     | Premier adjoint puis maire du Bugue                                                                         |
| 1940                                     |         |                                    |             | Les conseils d'arrondissement ont été suspendus par la loi du 12 octobre 1940 et n'ont jamais été réactivés |

Sources : "Annuaires et calendriers 1789-1842 " sur le site des archives départementales de la Dordogne. https://archives.dordogne.fr/r/72/fonds-imprimes/annuaires-et-calendriers?arko_default_6076b1c79b335--ficheFocus=

## Composition

### Avant 1801
Dans les premières années de la Révolution, les trois communes de Miremont, Mauzens et La Chapelle fusionnent sous le nom de Mauzens et Miremont. Sur la période 1790-1801, le canton se compose d'abord de douze communes, puis de dix après cette fusion : Le Bugue, Campagne, La Chapelle (avant 1795), Fleurac, Journiac, Manaurie, Mauzens (avant 1795) puis Mauzens et Miremont, Miremont (avant 1795), Mortemart, Saint Avic, Saint Cirq et Savignac.

### De 1801 à 1827
En 1801, le canton de Rouffignac est supprimé. Deux de ses communes (Saint-Cernin-de-Reillac et Saint-Félix-de-Reillac) sont alors rattachées au canton du Bugue, qui est de nouveau composé de douze communes.

### De 1827 à 1972
En 1827, Mortemart fusionne avec Saint-Félix-de-Reillac qui prend le nom de Saint-Félix-de-Reillac-et-Mortemart. Le nombre de communes descend à onze.

### De 1972 à 2015
En 1972, Saint-Cernin-de-Reillac entre en fusion-association avec Rouffignac qui devient Rouffignac-Saint-Cernin-de-Reilhac, rattachée au canton de Montignac. Entre 1972 et 2015, le canton se compose donc de dix communes : Le Bugue, Campagne, Fleurac, Journiac, Manaurie, Mauzens-et-Miremont, Saint-Avit-de-Vialard, Saint-Cirq, Saint-Félix-de-Reillac-et-Mortemart et Savignac-de-Miremont.

## Démographie
| 1962  | 1968  | 1975  | 1982  | 1990  | 1999  | 2006  | 2011  | 2012  |
| ----- | ----- | ----- | ----- | ----- | ----- | ----- | ----- | ----- |
| 4 564 | 4 677 | 4 460 | 4 531 | 4 571 | 4 687 | 4 808 | 4 906 | 4 914 |